# Koberget
Koberget är Medelpads näst högsta berg. Berget mäter 570 meter över havet och ligger, fågelvägen, cirka 12 km nordväst om tätorten Alby i Ånge kommun.
Berget har varit föremål för vindkraftsplanering för sina goda vindförhållanden, men har avfärdats för vidare planering då berget har den största tätheten av kungsörn i närområdet.